# Janina San Miguel
Vous lisez un « bon article » labellisé en 2020.
Pour les articles homonymes, voir San Miguel.
Janina San Miguel, née le 14 novembre 1990 à Quezon City, est une reine de beauté philippine. Lors de la cérémonie Miss Philippines (ou Binibining Pilipinas en langue tagalog) de 2008, elle est couronnée Miss Philippines Monde (Binibining Pilipinas World).
Elle devient célèbre grâce à une séquence de la cérémonie, devenue virale, lors de laquelle, répondant à une question, elle perd son sang-froid, s'exprime en anglais avec un fort accent et souffre de plusieurs problèmes d'élocution. Les vidéos tirées de la séquence recueillent des millions de vues sur des sites tels que YouTube, font l'objet de plusieurs mèmes populaires et suscitent de nombreuses critiques et railleries.
Janina San Miguel démissionne de son titre en septembre 2008 et choisit de retourner dans l'anonymat. La controverse suscitée par « la réponse de Janina » est analysée dans le contexte sociolinguistique de l'anglais philippin. La controverse fait notamment l'objet de critiques postcolonialistes et féministes prenant la défense de Janina San Miguel contre les concours de beauté et contre une partie de la société philippine.

## Biographie

### Jeunesse

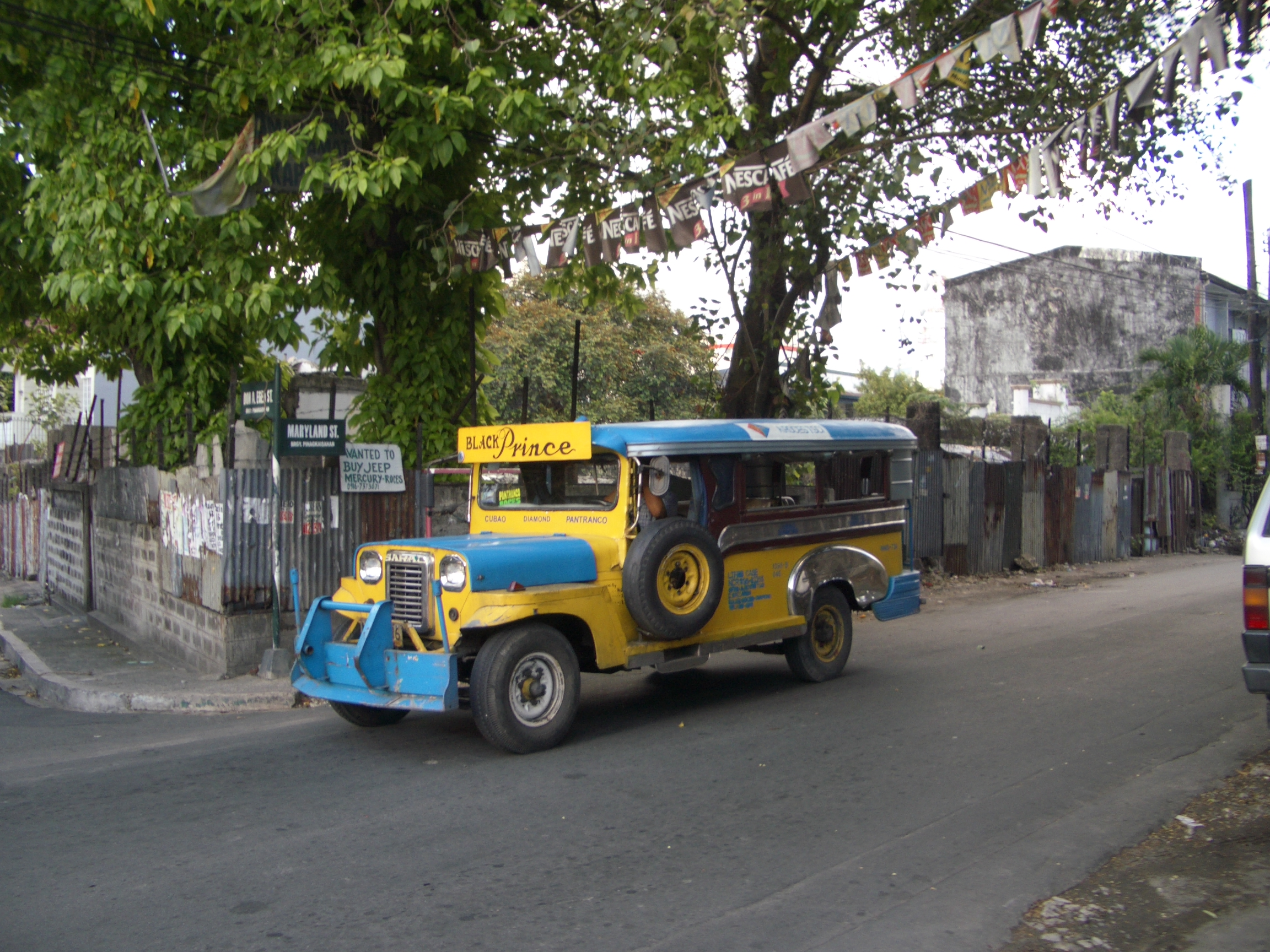
Un Jeepney à Quezon City.

Janina San Miguel est issue d'une famille pauvre vivant à Quezon City, dans le Grand Manille. Elle est l'aînée de trois enfants, son père travaillant comme chauffeur de Jeepney et sa mère comme labandera (équivalent d'une lavandière aux Philippines),.
Au moment du concours Miss Philippines 2008, Janina San Miguel est étudiante en première année de communication à l'Université de l'Est (UE) de Manille, avec l'ambition de travailler dans l'audiovisuel.

### CérémonieBinibining Pilipinas2008

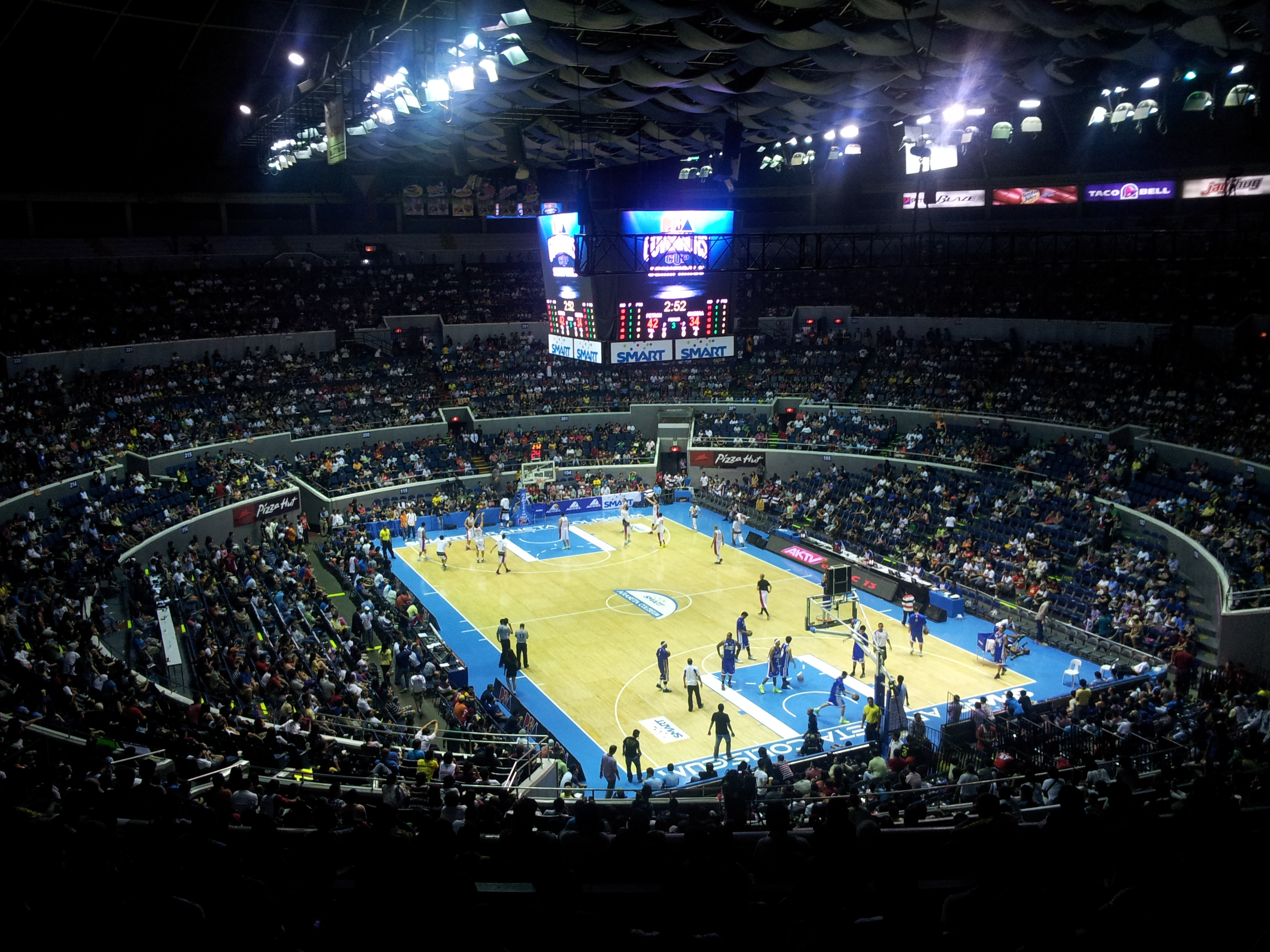
Le Smart Araneta Coliseum, où se déroule la cérémonie, ici configuré pour un match de basket en 2012.

Le concours Binibining Pilipinas 2008 a lieu le 8 mars 2008 à l'Araneta Coliseum de Quezon City. Le concours offre plusieurs titres de gagnantes, chacun de ces titres donnant accès à un concours international différent. En 2008, le titre Binibing Pilipinas Universe qualifie pour Miss Univers, le titre Binibining Pilipinas World qualifie pour Miss Monde et le titre Binibining Pilipinas International qualifie pour Miss International. La cérémonie est animée par Paolo Bediones. À dix-sept ans, Janina San Miguel est la plus jeune concurrente des vingt-quatre femmes engagées dans la compétition. Au début de la soirée, Janina San Miguel remporte les prix spéciaux de Best in Swimsuit [Meilleur défilé en maillot de bain] et Best in Long Gown [Meilleur défilé en robe longue].
Une épreuve du concours consiste en un questionnaire. Les candidates tirent au sort le nom du juge qui leur posera une question. Janina San Miguel tire au sort Vivienne Tan qui lui demande : « Quel rôle votre famille a-t-elle joué pour vous en tant que candidate à Binibining Pilipinas ? ». La réponse de Janina San Miguel est la suivante : 
« Well, my family's role for me is so important, because there was the wa-- they're, they was the one who's... very... haha... Oh I'm so sorry. Umm, my Pamily... my Pamily... Oh my God. I'm... Ok. I'm so sorry. I... I told you that I'm so confident. Eto, umm, wait... Hahahaha! Umm, sorry guys because this was really my first pageant ever, because I'm only 17 years old and... haha... I, I did not expect that I came from-- I came from one of the taf 10. Hmmm. So... But I said that my family is the most important persons in my life. Thank you. »
— Janina San Miguel

« Eh bien, le rôle de ma famille est très important pour moi, parce qu'il y avait le... ils sont, ils étaient ceux qui sont... très... haha... Oh, je suis vraiment désolée. Umm, ma Pamille... ma Pamille... Oh mon Dieu. Je suis... Ok. Je suis tellement désolée. Je... Je vous ai dit que j'étais si confiante. Eto, umm, attendez... Hahahaha ! Umm, désolée les gars parce que c'est vraiment mon premier concours, parce que je n'ai que 17 ans et... haha... Je, je ne pensais pas que je venais [sic]... je venais du taf 10 [sic, pour top 10]. Hmmm. Alors... Mais j'ai dit que ma famille est les personnes les plus importantes dans ma vie [sic]. Je vous remercie. »
Alors que Janina San Miguel perd son sang-froid en donnant sa réponse, le public, le jury et d'autres candidates réagissent avec des railleries, des rires et des applaudissements. À la moitié de sa réponse, l'animateur du programme Paolo Bediones l'encourage, en dehors du micro, à continuer sa réponse en tagalog mais elle poursuit sa réponse en anglais.

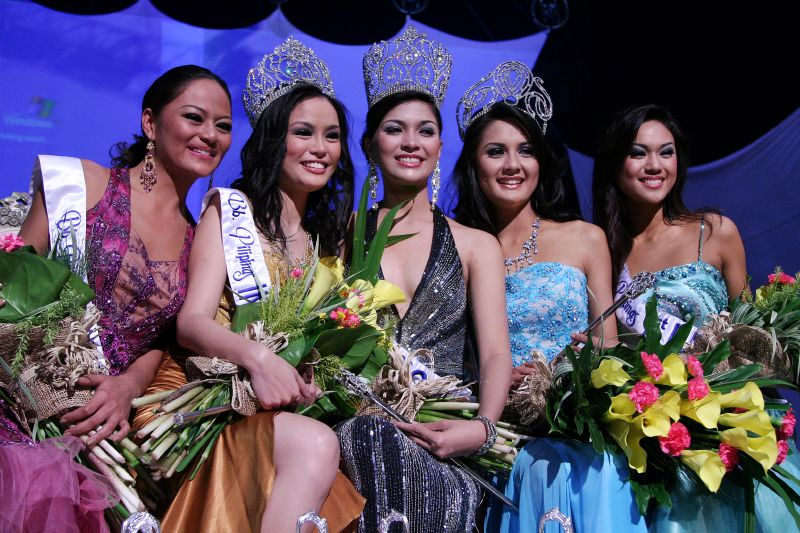
Janina San Miguel (au centre) couronnée Binibining Pilipinas World en 2008.

Malgré sa réponse, elle est couronnée Binibining Pilipinas World [Miss Philippine Monde]. « Les critères pour juger le concours allouent 80 % à la beauté physique, ne laissant que 20 % à répartir entre la personnalité et l'intelligence » selon les mots de Paolo Bediones. Elle est donc destinée à représenter les Philippines au concours Miss Monde 2008 qui doit se tenir plus tard cette année-là à Kiev en Ukraine (le lieu ayant ensuite été déplacé à Johannesbourg en raison du conflit entre la Géorgie et la Russie).

### Démission
Le 30 septembre 2008, Janina San Miguel démissionne de son titre de Binibining Pilipinas-World. Un bref communiqué officiel publié par Binibining Pilipinas Charities indique que : « Le décès prématuré de son grand-père, entre autres raisons personnelles, lui a causé un stress excessif, l'empêchant ainsi de remplir ses fonctions pour ledit titre ». Sa démission intervient six mois et demi après avoir remporté le titre, et deux mois et demi avant le concours Miss Monde. 
L'annonce de sa démission suscite des rumeurs selon lesquelles Janina San Miguel est forcée par les organisateurs du concours Binibining Pilipinas de renoncer à son titre en raison d'un manque de professionnalisme lors des séances de préparation du concours Miss Monde. Dans une interview ultérieure, elle admet qu'en raison de multiples problèmes d'emploi du temps, elle n'était alors pas en mesure d'assister à toutes les séances de formation organisées pour elle par les organisateurs, ce qui comprend des sessions pour améliorer son élocution. Elle indique avoir eu un accès de tristesse au milieu d'une séance lors de laquelle elle a appris le décès de son grand-père et a demandé à cette occasion l'autorisation de démissionner. 
Conformément aux règles du concours, le titre de Janina San Miguel est automatiquement transféré à la première finaliste, Danielle Castaño. Celle-ci représente les Philippines au concours Miss Monde 2008 qui se tient à Johannesbourg en décembre 2008.

### Très courte carrière médiatique et anonymat
Janina San Miguel fait une courte apparition dans la série télévisée Lipgloss en 2009.
En mai 2009, elle est proche d'être sélectionnée comme candidate pour la deuxième saison de la série de téléréalité Survivor Philippines. Cependant l'un des critères de l'émission est que les candidats soient anonymes et Janina San Miguel est considérée comme trop célèbre par les producteurs de l'émission. Sa participation à st finalement annulée à la dernière minute.
En août 2009, Janina San Miguel est candidate dans la troisième saison de l'émission musicale Celebrity Duets : Philippine Edition. Dans les trois premiers épisodes de la saison, elle chante dans des duos avec Maureen Larrazabal, Bituin Escalante et Paolo Ballesteros. Elle est éliminée dès la première phase d'éliminations le 12 septembre 2009. 
Janina San Miguel déclare en septembre 2009 qu'elle arrête sa carrière médiatique pour se concentrer sur ses études, bien qu'elle continue de s'intéresser au mannequinat pendant quelques mois. Le 23 octobre 2009, elle est l'une des dix finalistes du tour de qualification philippin du concours de beauté Supermodel of the World qui se tient au SMX Convention Center de Pasay. Elle atteint la troisième place du concours qui est remporté par Charlene Almarvez.
Elle se retire ensuite complètement de la scène médiatique, fondant une famille avec un homme de nationalité indienne.

## Réactions et analyses de «la réponse de Janina»

### Un phénomène Internet: railleries et soutiens
La prestation de Janina San Miguel lors du concours Miss Philippines devient un phénomène Internet et est réutilisée pour de nombreux mèmes qui deviennent eux-mêmes très populaires aux Philippines.
Elle est massivement et durement raillée, moquée et critiquée dans la presse, sur les médias sociaux et dans des blogs philippins. La jeune femme déclare s'être alors sentie offensée par les critiques. 

Plusieurs personnalités ont pris la défense de Janina San Miguel. L'animateur de la cérémonie Paolo Bediones déclare : « Je l'admire pour ne pas avoir dérapé sous la pression et pour avoir été aussi sincère que possible [...] Peu importe à quel point elle a raté l’épreuve du questionnaire, elle ne pouvait pas perdre beaucoup de points à ce stade du concours étant donné qu'elle avait une énorme longueur d'avance dans les scores ». Le journaliste Rodel Rodis du Philippine Daily Inquirer regrette que « la question posée à Janina n'ait pas pu lui être posée en tagalog et sa réponse livrée en tagalog, puis traduite en anglais ». Le linguiste philippin Fred S. Cabuang publie un article dans The Manila Times pour prendre la défense de Janina San Miguel. Il critique tout d'abord ce qu’il estime comme l'indécence de la question sur le soutien familial posée par Vivienne Tan puisque cette dernière est « la fille d'une des personnes les plus riches du monde », à savoir l'homme d'affaires sino-philippin Lucio Tan. Il estime également : 

« Aujourd'hui, la plupart des Philippins parlent un anglais métissé. D'une manière ou d'une autre, le "taglish" [mélange d’anglais et de tagalog] est socialement et académiquement accepté dans notre pays [...] Ceux qui se moquent des faiblesses de sa prise de parole en public doivent d'abord se regarder eux-mêmes. [...] Avec une foule peu enthousiaste et les juges qui lui faisaient face, il est impressionnant qu'elle ait pu continuer malgré les rires insultants. Janina n'a montré aucun signe de frustration ni le moindre sentiment d'embarras sur son joli visage. À ce moment-là, elle était aussi confiante que perturbée devant les juges et le public. Elle avait le cœur d'une gagnante. Bien qu'elle ait répondu dans un anglais approximatif, Janina a réussi à se concentrer sur le contenu de sa réponse. [...] Son triomphe sert d'inspiration à d'autres jeunes Philippines qui pensaient que les concours de beauté internationaux étaient réservés à ceux qui ont de l'argent et qui ont les bons contacts. Elle a ouvert la porte à celles qui avaient l'habitude de rêver et qui n'osaient même pas donner une chance à leurs rêves. »

Le cas de Janina San Miguel a été comparé à celui de Melanie Marquez, lauréate philippine du concours Miss International 1979, également célèbre pour ses lacunes en anglais.

### Sociolinguistique de l'anglais philippin, postcolonialisme et féminisme

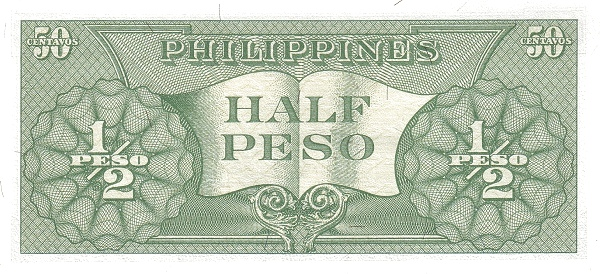
Un billet de 50 centavos avec indice en anglais philippin.

La « réponse de Janina » a été analysée par plusieurs responsables politiques, journalistes et universitaires philippins dans le cadre de questionnements sociolinguistiques et politiques plus larges. D'une part, la « réponse de Janina » a été comprise comme un symbole des résistances à la politique linguistique de l'État philippin, en raison des inégalités sociales révélées par la maîtrise très hétérogène de l'anglais aux Philippines, — l'anglais philippin faisant également l'objet d'une critique postcolonialiste. D'autre part, la séquence a servi d'exemple pour une critique féministe des concours de beauté et de leur importance aux Philippines.
Eduardo Gullas, un élu de la Chambre des représentants des Philippines qui a rédigé un projet de loi visant à rétablir l'anglais comme langue d'enseignement dans les écoles, déclare que : « Son échec sensationnel pour répondre à une simple question en anglais trahit l'affaiblissement des compétences d'un nombre croissant de jeunes Philippins dans la lingua franca du monde. [...] Elle est philippine, et l'anglais est notre langue seconde. Les gens attendaient donc plus d'elle ». Ramon Tulfo, chroniqueur du Philippine Daily Inquirer, estime au contraire : « Si elle parle un anglais incorrect grammaticalement, il faut rejeter la faute sur le système éducatif du pays. Vous vous attendez à ce que Janina parle couramment l'anglais alors que notre ancien président, Joseph Estrada, parle anglais comme un carabao ?  Voyons, vous en attendez trop d'une jeune fille de 17 ans ! ». À la suite de l'événement, le directeur du Technical Education and Skills Development Authority (Autorité de l'enseignement technique et du développement des compétences) propose d'organiser des cours d'anglais pour toutes les futures candidates de Miss Philippines afin qu'elles puissent mieux s'exprimer.
Pour la linguiste philippine Isabel Pefianco Martin, le succès de la vidéo illustre la « crainte de l'anglais » nourrie par les Philippins, et, selon elle, « l'expérience de Janina prouve que les succès personnels ne dépendent pas nécessairement de la maîtrise de l'anglais ». L'admonestation subie par les organisateurs pour avoir laissé gagner Janina met en évidence la division de la société philippine en plusieurs cercles de locuteurs définis selon leur maîtrise de l'anglais, Janina étant un exemple emblématique du « cercle le plus élargi ». Pour Hjalmar Punla Hernandez et Brian A. Vasquez, deux linguistes philippins, la maîtrise de l'anglais correspond à la stratification sociale des Philippines,. Ce qui explique que le « drôle d'anglais » de Janina San Miguel, associé aux classes les plus populaires, ait été tourné en dérision,. Le linguiste philippin Ruanni Tupas estime que cet épisode illustre les inégalités sociales inhérentes à la construction même de l'anglais philippin en tant que variante de l'anglais des élites.

Dans une perspective d'étude postcoloniale de l'anglais philippin, le journaliste Rodel Rodis du Philippine Daily Inquirer défend la jeune femme contre ce qu'il nomme la psychose des Philippins avec l'anglais : « Bien que la maîtrise d'une langue étrangère soit louable, surtout en cette ère de mondialisation, la valeur d'une langue étrangère ne devrait pas être acquise en dénigrant notre langue nationale. Le tagalog ou le filipino devraient recevoir le respect qu'ils méritent et être autorisés à coexister avec toutes les autres langues... ce n'est qu'alors que nous commencerons à apprécier et à respecter qui nous sommes vraiment en tant que peuple ». De même, plusieurs chercheurs reprennent notamment les thèses de l'historien philippin Renato Constantino sur « la méséducation [de l'anglais miseducation] des Philippins », terme qui « n'incrimine pas des personnes sans profession ou totalement déscolarisées. Il s'agit plutôt de personnes qui ont terminé leurs études mais d'une manière non philippine. Ils sont le produit de la formation coloniale de notre éducation. Il est certain que la plupart des candidates [aux concours de beauté] sont « méséduquées ». Orestes C.Magdaraog III, alors chercheur en histoire à l'université de La Salle, estime que la séquence des questions est la « partie la plus choquante du concours ». Pour Magdaraog, obliger les candidates à répondre en anglais « inhibe leurs pensées » de sorte que « les concours de beauté comme le Binibining Pilipinas favorisent la « méséducation » du peuple philippin, en particulier des femmes ». Il estime aussi que : 

« Sa grammaire défectueuse et son affligeante prononciation de l'anglais sont à l'image du reste des Philippins qui vivent la même expérience dans l'utilisation de la langue coloniale. […] Des shows comme celui-ci, lorsqu'ils sont diffusés à la télévision, renforcent le lavage de cerveau de l'ancien dirigeant colonial qui a dé-philippinisé la plus grande partie de notre peuple. L'anglais est préféré dans tous les secteurs de la société philippine. Cette situation a entraîné une perte de prestige et de reconnaissance de la langue philippine en tant que véritable langue nationale du pays. […] Ce n'est que si les concours de beauté se rendaient compte qu'une reine de beauté philippine doit incarner une véritable perspective nationaliste, comme parler ou répondre en philippin, que le peuple ou le public pourrait être libéré de la manipulation coloniale. Dans le cas contraire, ces reines méséduquées sont utilisées comme des représentantes d'une mentalité coloniale fragmentée. […] L'image des femmes philippines, telle qu'elle apparaît dans les concours de beauté comme celui des Binibining Pilipinas […] est le fruit d'une manipulation coloniale. »

Les moqueries et critiques adressées à Janina San Miguel ont ainsi fait l'objet d'analyses féministes. Kristy Marie Lagamon, de l'université de Mindanao, cite les railleries subies par Janina San Miguel de la part d'autres femmes, telle Vivienne Tan qui lui posa la question incriminée, comme un exemple de « la haine qu'entretiennent les filles entre elles » jouant ainsi le jeu de la misogynie. Pour le chercheur Jofer Alisum, l'injonction faite aux reines de beauté philippines à maîtriser l'anglais reflète une « obsession de se conformer à ce qu'est la beauté à l'étranger ». Cela constitue une objectification des femmes de sorte d'« imposer une image irréaliste de la beauté », selon l'analyse de Joe Rivera, chroniqueur au Philippine Reporter. L'objectification des reines de beauté par l'injonction à parler anglais a été analysée par Asilum selon les théories de l'anthropologue Leonardo N. Mercado, en exprimant, au nom du peuple philippin, que : « les phénomènes négatifs inhérents à notre fascination pour la beauté sont sans doute dus à notre nature communautaire en tant que race. Pour faire partie d'une communauté, la communauté internationale en l'occurrence, nous faisons pression sur nous-mêmes pour devenir comme les autres, ce qui entraîne la dégradation de notre propre identité nationale ».
Un chapitre de l'ouvrage Figures of Southeast Asian Modernity [Figures de la modernité en Asie du Sud-Est], publié en 2014 par l'université d'Hawaï, est consacré à Janina San Miguel. Le linguiste philippin Ruanni Tupas synthétise :

« La réponse de Janina, au contenu superficiel, confondant les phonèmes « p » et « f », et l'absence d'accord entre sujets et verbes, représente un registre que de nombreux Philippins qualifieraient d'anglais médiocre. C'est une des manifestations publiques contemporaines les plus vilipendées de l'utilisation de la langue anglaise. Elle est si loin de l'idéal philippin de ce que signifie être intelligent ou éduqué : non seulement parler en anglais, mais parler dans un anglais qui se rapproche de l'idéal anglais américain fixé par les écoles. En même temps, le moment Janina cristallise la domination de l'anglais dans la plupart des sphères publiques philippines, où même ceux qui ne maîtrisent pas la langue la considèrent comme un choix raisonné. […] Alors qu'elle se dévoile à travers ce que beaucoup appellent une « épique » démonstration de gêne qu'elle s'est elle-même infligée, elle participe à la construction de sa propre marginalisation. Elle choisit de parler en anglais, un choix qu'elle n'a en réalité pas eu le privilège de faire ; et alors qu'elle tente de parler dans un anglais reflétant son positionnement social marginalisé, elle réaffirme le pouvoir de l'anglais de la déposséder de son autonomie. [...] C'est la vraie beauté de ce moment contemporain. Janina, la reine de beauté, est une récupération collective de la politique linguistique d'une nation, un rappel que dans ce monde ahurissant de transformation globale, certaines choses ne changent pas. »